# 帕特里夏·莫雷诺
帕特里夏·莫雷诺·桑切斯（西班牙語：Patricia Moreno Sánchez，1988年1月7日—），西班牙女子竞技体操运动员。她曾代表西班牙参加2004年夏季奥林匹克运动会体操比赛，获得女子自由体操铜牌。